# Hospital Municipal Ramón Santamarina
El Hospital Municipal "Ramón Santamarina" es el principal hospital público de la ciudad de Tandil que lleva su nombre en honor a Ramón Santamarina, destacado vecino local.
Actualmente cuenta con 120 camas y más de 500 personas conforman su personal brindando cobertura a 150 000 habitantes, es un organismo independiente que además de sus tareas específicas como hospital realiza tareas de investigación y docencia.
Cuenta con prácticamente, todas las especialidades médicas, y cuenta con residentes, convirtiéndolo en un hospital escuela.  
A pesar de tener jerarquía municipal, en la práctica el hospital funciona como Interzonal, ya que recibe pacientes de toda la región, en especial derivaciones de mayor complejidad de Ayacucho, Rauch, Benito Juárez, Balcarce, Lobería, entre otros. 
Formalmente, es parte del Sistema Integrado de Salud Pública(SISP) del Municipio de Tandil, junto con otros 3 hospitales públicos y 14 centros de salud. 

## Historia

### Antecedentes

#### Los primeros médicos de Tandil
Junto con la expedición del gobernador Martín Rodríguez, que fundó el Fuerte Independencia —la actual ciudad de Tandil— en 1823 llegaron médicos pero cuando regresaron a Buenos Aires quedaron en el lugar instrumentos enviados por Cosme Argerich pero nadie capacitado para usarlos. 
Veinticinco años más tarde se radicó en Las Flores el doctor Peter Jacobsen, y algunos vecinos viajaban para atenderse con él.
El boticario Agustín Cuadri y una partera que no se conoce el nombre llegaron en 1855.
Más tarde se incorporarron el doctor Juan Bautista Cuadri, hermano de Agustín, y el perito José Donato Cruz, pero lamentablemente se dedicaron al "tráfico de drogas medicinales".
En marzo de 1858 se hizo cargo el doctor Juan Pedro Córdoba de lo que se conoció como Hospital Militar y en 1862, ante los reclamos de ayuda por parte de éste, arribó Manuel Verdier trayendo además vacunas contra la viruela. En 1853 abandonó el pueblo el doctor Córdoba y temporalmente volvió a su cargo el doctor Cruz hasta que el 11 de octubre de 1864 se nombró a José Fuschini como médico de policía.
Fuschini gestionó el arribo al pueblo del farmacéutico Flaminio Maderni y una vez concluidos los hechos del Tata Dios convenció a su cuñado, el doctor Eduardo Fidanza, que se radicó  en el pueblo.

#### Creación de la "Casa de la Sanidad" y el "Asilo San Juan"
En 1877 los doctores Fuschini y Fidanza inauguraron la Casa de la Sanidad.
Tres años después, un grupo de inmigrantes agricultores, que bregaban por la necesidad que Tandil y el partido tuviera un hospital, crearon con ese objeto el Asilo San Juan. Fue inaugurado el 3 de octubre de 1880 y funcionó en la esquina de las calles Riobamba y Maipú (actualmente Alem y Maipú, sede de la Escuela de Educación Técnica N.º 1).

### El primer hospital municipal
La necesidad de crear un hospital público en Tandil nació a raíz de una epidemia de difteria y viruela que atacó en 1886.
La municipalidad, que sólo contaba con un local para atención de enfermos, dispuso adquirir el Asilo San Juan con el fin de transformarlo en un hospital público. Por el valor de 3 mil pesos fueron comprados el local y el terreno y la logia masónica donó los muebles.
El acto de entrega estuvo a cargo don Carlos María Dhers por parte de los vendedores y por la otra parte los señores Román Alconada, Juan Bautista Echeverría, Ramón R. Gómez y los doctores José Fuschini y Fernando Peré.
La comisión que se hizo cargo de la administración del mismo determinó que había que realizar mejoras edilicias, dotarlo de una sala para pacientes recién operados, letrinas, un baño, comodidades para aislados y revocar con cal en vez de con barro.
Este nuevo hospital contó con una sección de Cirugía médica, presidida por el doctor Peré, y una de cirugía, presidida por el doctor Fuschini, y atendidas por los médicos radicados en el pueblo por turnos trimestrales. A fines de 1888 se estableció el cargo de médico municipal, cubierto en cuatro turnos.

### Creación del Hospital Ramón Santamarina

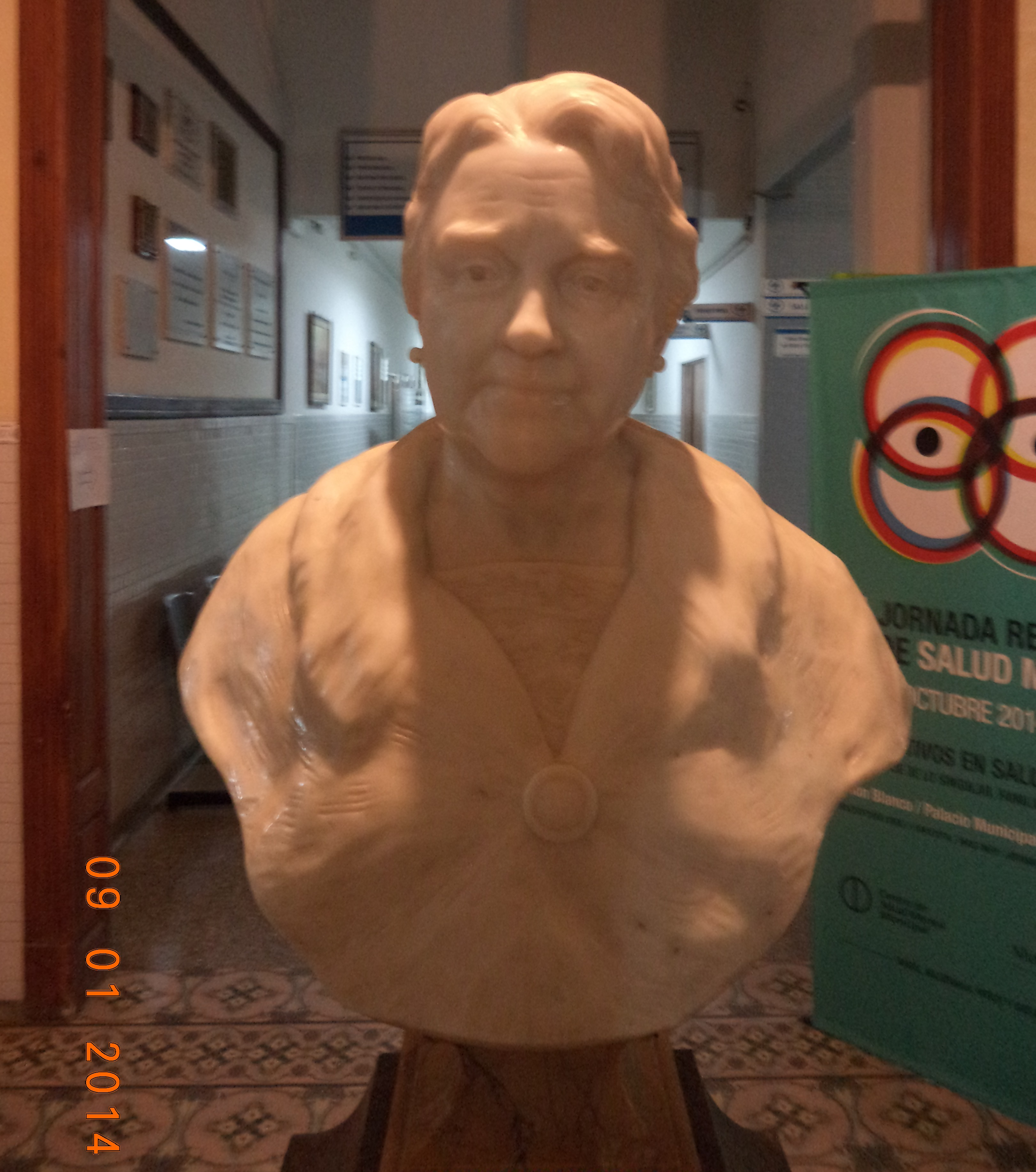
Busto de Ana Irazusta, viuda de Ramón Santamarina, ubicado en el interior del Hospital Municipal Ramón Santamarina de Tandil

Tras el fallecimiento de Ramón Santamarina en 1904, la familia del mismo decidió hacerse cargo de la construcción de un hospital más moderno para Tandil. La esposa de Santamarina donó los fondos para la construcción del hospital y su hijo José el terreno. 
El 25 de abril de 1909 concluyeron las obras y se procedió a la inauguración del edificio en su actual ubicación, en la calle Gral. Paz 1406.
En noviembre de 1912 la viuda de Santamarina donó los muebles, instrumentos quirúrgicos y otros insumos necesarios. El doctor Ricardo López fue nombrado director.